# لهجة عربية قبرصية
العربية القبرصية المارونية (arápika أو سانـّا)، إحدى أكثر لهجات العربية تمايزاً. يتحدث بها الموارنة في قبرص، ومعظمهم في نيقوسيا إلا أن بعض تجمعاتهم توجد كذلك في كرماكيتي وليماسول ووفق إحصاء سنة 1995م فإن عدد المتكلمين بهذه اللهجة يبلغ 1300 نسمة وبأن أغلب المتحدثين بها تزيد أعمارهم عن الـ30 سنة.
جلب هذه التنويعة العربية الموارنة النازحون من لبنان على مدار سبعمائة سنة، وقد تأثرت كثيراً باليونانية في صرفها ومفرداتها، كما احتفظت بملامح لغوية عتيقة في بعض النواحي.

## أمثلة
جمل:
| بالقبرصية                                               | اللفظ بالأبجدية العربية                        | المعنى بلهجة معدلة                                | المعنى بالفصحى                                      |
| ------------------------------------------------------- | ---------------------------------------------- | ------------------------------------------------- | --------------------------------------------------- |
| Ismi o Kumetto. Ayşo ismak l-id                         | إسمي أُو كوميتّو. أيشو إسمك لإد؟                 | اسمي هو كوميتّو. ايش اسمك لإنت؟                    | اسمي كوميتّو. ما اسمك؟                               |
| Ismi l-ana o Pavlo. Ayşo ismik l-idi                    | إسمي لأنا أُو پاڤلو. أيشو إسمك لإيدي؟           | اسمي لأنا هو پاڤلو. ايش اسمِك لإلِك إنتي؟           | اسمي بافلو. ما اسمكِ؟                                |
| L-aδa aş pikulullu                                      | لآذا أش پِكولُلّو؟                                | ايش بـقولوله لهادا؟                               | ما اسمه؟ (هذا ماذا يقولون له؟)                      |
| L-ism tel l-yapati o Anton                              | الإ‌سم تل لياپاتي أُو أنتون                      | الاسم تاع أبوي هو أنتون                           | اسم والدِي أنتون.                                    |
| Xmenye u tisca aşka pisawnna?                           | ٱخمِانيِة وُ تسعة أشكا پِسَوْنَّ؟                      | تمانة وتسعة ايش بـساووا؟                          | ما مجموع ثمان وتسع؟                                 |
| Pisawnna caşra u sapca                                  | پِسَوْنَّ عشرة وُ سبعة                               | بـساووا عشرة وسبعة                                | يساويان سبعة عشر                                    |
| Aş xar kan imps? Imps kan Yamuxmis                      | أش خار كان إمپس؟ إمپس كان ياموخْميس             | أي نهار كان امس؟ امس كان يوم الخميس               | أي يوم كان أمس؟ أمس كان الخميس                      |
| Aş xar tte kun pukra? Pukra tte kun Yamussift           | أش خار ٱتّي كُون پُكرا؟ پُكرا ٱتّي كُون ياموسِّفت      | أي نهار تـيكون (حيكون) بكرا؟ بكرا حيكون يوم السبت | ماذا سيكون يوم الغد؟ الغد سيكون السبت               |
| Yamuxxat marrux fi li knise                             | ياموخَّت مَرُّوخ في لِكنيسة                          | يوم الأحد منروح فيه (بنروح فيه) الكنيسة/لـكنيسة   | يوم الأحد نذهب فيه للكنيسة                          |
| Kilt xops ma zaytun, xaytċ casel u şraft xlip tel pakra | كلت خُپس ما زيتون، خَيْتْش عسل وشرفت ٱخليپ تل پكرة | أكلت خبز مع زينتون وشويّةْ عسل وشربت حليب تاع بقرة  | أكلت خبزًا مع زيتون وبعضًا من العسل وشربت حليب البقرة |
| Ye                                                      | يي                                             | إيه                                               | نعم                                                 |
| La                                                      | لا                                             | لا                                                | لا                                                  |

كل الأحرف تمثل بصورة مقاربة لمثيلاتها في (الألفبائية الصوتية الدولية)، مع وجود بعض الاستثناءات وهي:
- C: [[[|ʕ]]]
- ċ: [[[|tʃ]]] (biphonemic)
- δ: [[[|ð]]]
- J: [[[|ʒ]]]
- Ş: [[[|ʃ]]]
- Y: [[[|j]]]